# مصارع الخلفاء
“مصارع الخلفاء، مشاهِدً رائعةٌ نقلًها عن التاريخ” هو الأسم الكامل للكتاب المعروف أختصارا بمصارع الخلفاء، كتاب تاريخي من تاليف كامل الكيلاني صدر أول مرة بالقاهرة، مصر سنة 1929 ، 
عن دار الوفد.

## عرض الكتاب
يعرض الكتاب مشاهد عن الساعات الأخيرة في عمر بعض خلفاء المسلمين قبل أن يلقوا حتفهم، كما يعرض بعض الأسباب التي أدت إلى مقتلهم.
و هم تسعة خلفاء ثلاثة من الراشدين و أثنان من بني امية بالأضافة إلى سقوط الدولة الأموية و ثلاثة من بني العباس.

### فصول الكتاب
- إلمامة (مقدمة)
- مصرع عمر
- مصرع عثمان
- مصرع علي
- مصرع الوليد الثاني
- مصرع مروان الثاني
- مصرع مروان الثاني و الدولة الأموية
- مصرع الامين
- مصرع المتوكل
- مصرع المعتز

### تصنيف الكتاب
يمكن تصنيف الكتاب على أنه من الكتب التاريخية، كذلك يمكن تصنيفه ككتاب أدبي، فهو يحمل قيمة أدبية كذلك، أذ يتميز بأسلوب أدبي يعبر عن أسلوب شاع أستخدامه في عصر المؤلف ويتميز بمتانة اللغة وبساطتها في آن معا.

## وصلات خارجية
- صفحة الكتاب على موقع نيل وفرات